# Турбина на Френсис
Турбината на Френсис (известна и като турбина на Францис) е тип водна турбина под налягане. Разработена е от англо-американския инженер Джеймс Френсис (James B. Francis) през 1848 г.
Има два типа такива турбини според разположението на ротора им – вертикални и хоризонтални. Тези турбини са едни от най-разпространените в днешно време. Използват се преди всичко за производство на електрическа енергия.

## История
В миналото често било използвано водно колело за задвижване на мелници или специални ковашки чукове. Недостатък на водното колело обаче била неговата малка ефективност. През 19 век ефективността му била повишена толкова, че водната турбина (която е всъщност модерно водно колело) можела да съперничи на парната машина.
През 1826 година французинът Benoit Fourneyron изобретил много ефективна (80%) водна турбина, в която водата влиза до колелото с лопатките тангенциално. Jean-Victor Poncelet изобретил през 1820 година турбина с подобен принцип на действие. S. B. Howd получава през 1838 година в САЩ патент за подобна турбина.
През 1848 година Френсис усъвършенствал гореспоменатата турбина и успял да получи общ коефициент на полезно действие 90%. За целта използвал различни научни методи и експерименти. Неговите методи за изчисление и измервания имали значителен принос в технологиите за разработване и конструиране на турбини. С помощта на неговите методи за анализ могат да бъдат разработвани максимално ефективни турбини, точно отговарящи на конкретните изисквания и условия.

## Принцип на действие
Турбината на Френсис е турбина, работеща под налягане. Това означава, че работната течност при преминаването си през турбината променя своето налягане и при това предава своята енергия. Роторът на турбината се намира между входа с високо налягане и изхода с ниско налягане, обикновено намиращ се на долната част на язовира.
Входният тръбопровод към турбината има формата на спирала. С помощта на специални венци на статорното колело водата е насочвана тангенциално към роторното колело. Лопатките на статорното колело понякога са подвижни. Това позволява да се избере най-подходящият режим на работа в зависимост от наличния воден поток. Водата от роторното колело изтича по посока на оста на въртене (аксиално).
При преминаването си през роторното колело водата намалява своята ротационна скорост и в същото време му предава своята енергия. Този ефект (заедно със самотното действие на високото налягане на водата) допринася за високата ефективност на този тип турбини.

## Приложение
Турбините на Френсис се използват в енергетиката. Използват се преди всичко при средни и стабилни водни дебити със средни стръмности. Такива турбини се използват в специални електроцентрали, които имат възможност да изпомпват водата обратно нагоре до язовира. В този случай генераторите се включват в двигателен режим, а турбините работят като водни помпи. Така например най-голямата европейска водна електроцентрала от този тип, Dlouhé straně в Чехия, използва две турбини на Френсис с мощност 325 MW.

## Галерия
- Части на турбината на Френсис
- Турбина на Френсис с генератор
- Дистрибуторни лопатки, настроени на малък поток (разрез)
- Дистрибуторни лопатки, настроени на пълен поток (разрез)
- Една от трите степени на първоначалната турбина (645 HP) Електроцентрала Щванице (Чехия)
- Входен тръбопровод (язовир Grand Coulee)
- Колело на Френсисова турбина (язовир Grand Coulee)